# Comeback Season (mixtape)
Comeback Season è un mixtape del rapper canadese Drake, pubblicato nel 2007.

## Tracce
1. Intro – 0:30
2. The Presentation – 3:33
3. Comeback Season – 2:46
4. Closer (featuring Andreena Mill) – 5:11
5. Replacement Girl (featuring Trey Songz) – 3:42
6. Barry Bonds (Freestyle) – 3:22
7. Going In for Life – 2:29
8. Where to Now – 1:54
9. Share – 1:46
10. Give Ya (featuring Trey Songz) – 3:24
11. Don't U Have a Man (featuring Dwele & Little Brother) – 3:56
12. Bitch Is Crazy – 2:45
13. The Last Hope (featuring Kardinal Offishall & Andreena Mill) – 3:10
14. Must Hate Money (featuring Rich Boy) – 4:04
15. Asthma Team – 1:59
16. Do What U Do (Remix) (featuring Malice & Nickelus F) – 2:56
17. Easy to Please (featuring Richie Sosa) – 2:09
18. Faded (featuring Nickelus F) – 3:00
19. Underdog (featuring Trey Songz) – 3:00
20. Think Good Thoughts (featuring Phonte & Elzhi) – 4:52
21. Teach U A Lesson (Freestyle) – 1:56
22. Missin' You (Freestyle) – 2:03
23. Man of the Year (Freestyle) (featuring Lil Wayne) – 2:51